# Pawel Wladimirowitsch Massalski
Pawel Wladimirowitsch Massalski (russisch Павел Владимирович Массальский; * 22.jul. / 4. September 1904greg. auf Gut Lipjagi, Gouvernement Rjasan, Russisches Kaiserreich; † 15. Dezember 1979 in Moskau) war ein sowjetischer Theater- und Film-Schauspieler sowie Schauspiellehrer.

## Laufbahn

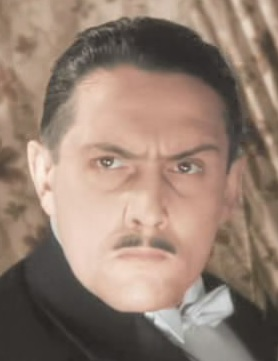
Massalski in Zirk (1936)

Massalski wurde als Sohn eines Juristen geboren. Während seiner Zeit am Gymnasium besuchte er 1918 das Schaljapinski-Studio und knüpfte danach Kontakt zu Juri Alexandrowitsch Sawadski an. Dieser bildete Massalski zwischen 1922 und 1924 aus und vermittelte ihn nach seinem eigenen Wechsel an das Moskauer Künstlertheater (MXAT) dorthin. Der junge Nachwuchsdarsteller trat hier seit 1925 auf und entwickelte sich im Laufe der Jahre zu einem der renommiertesten Schauspieler des Hauses. Dem MXAT blieb Massalski bis zu seinem Tod treu und war v. a. als Darsteller in Stücken russischer bzw. sowjetischer Autoren zu sehen.
Von 1947 an arbeitete der dunkelhaarige Mime auch für die dem MXAT angegliederten W. I. Nemirowitsch-Dantschenko-Theaterschule, 1961 wurde er in den Rang eines Professors erhoben. Seit 1970 leitete Massalski die Abteilung Schauspielkunst.
Sein Filmdebüt gab Massalski bereits 1927 in Солистка его величества (Solistka ego welitschestwa) an der Seite von Olga Knipper-Tschechowa, sein nächstes Engagement vor der Kamera sollte jedoch erst 1936 mit Цирк (Zirk) folgen. Massalski gab darin den skrupellosen Unternehmer Franz von Kneischitz, der die von Ljubow Orlowa dargestellte Hauptperson erpresst. Bis Ende der 1930er Jahre folgten noch mehrere kleine Rollen, u. a. in Гаврош (Gawrosch, 1937) einer Adaption von Victor Hugos Die Elenden, und in Jewgeni Robertowitsch Schneiders Kriegsfilm Высокая награда (Wysokaja nagrada, 1939). Ab den 1940er Jahren konzentrierte sich Massalski auf Historienfilme und biografische Werke, von 1952 an war er fast ausschließlich in Theateraufzeichnungen zu sehen. Auch seine einzige Regiearbeit lieferte er in einem gefilmten Bühnenstück, 1973 in Царская милость (Zarskaja milost) mit ihm selbst als Ferdinand von Bulgarien. Massalskis letzter eigentlicher Kinofilm war Старшая сестра (Starschaja sestra, 1966) nach dem gleichnamigen Drama von Alexander Wolodin. 1975 war er außerdem in dem Dokumentarfilm О нашем театре (O naschem teatre) zu sehen.
Massalski starb 75-jährig in Moskau und wurde auf dem Nowodewitschi-Friedhof, Abteilung 4, beigesetzt.

## Ehrungen
Er war Träger folgender Titel und Auszeichnungen:
- Verdienter Künstler der RSFSR (1938)
- Volkskünstler der RSFSR (1948)
- Orden des Roten Banners der Arbeit (1948 und 1964)
- Stalinpreis I. Klasse (1952) für Плоды просвещения (Plody prosweschtschenija) nach Lew Tolstoi
- Volkskünstler der UdSSR (1963)
- Leninorden (1964)
- Medaille „Für heldenmütige Arbeit im Großen Vaterländischen Krieg 1941–1945“
- Medaille „In Erinnerung an den 800. Jahrestag von Moskau“

Jewgeni Jewstignejew, einer seiner Schüler, würdigte dessen pädagogische Leistungen in seinem Buch Я жив... (Ja schiw...).

## Privates
Massalski war mit den Starostin-Brüdern befreundet und aufgrund dessen ein Fan des Fußballklubs Spartak Moskau.

## Theaterarbeit (Auswahl)
- 1925: Zar Fedor Iwanowitsch
- 1927: Panzerzug 14-69 (Bronepojesd 14-69)
- 1929: Die Tage der Turbins (Dni Turbinych)
- 1930: Quadratur des Kreises (Kwadratura kruga)
- 1932: Angst (Strach)
- 1934: Die Pickwickier (The Pickwick Papers)
- 1938: Anna Karenina
- 1938: Le mariage de Figaro
- 1938: Verstand schafft Leiden (Gore ot uma)
- 1938: Die toten Seelen (Mjortwyje duschi)
- 1939: Nachtasyl (Na dne)
- 1940: Die Lästerschule (The School for Scandal)
- 1941: Drei Schwestern (Tri sestry)
- 1943: Die letzten Tage (Posledenije dni)
- 1945: Ein idealer Gatte (An Ideal Husband)
- 1947: Die russische Frage (Russki wopros)
- 1949: Späte Liebe (Posdnjaja ljubow)
- 1956: The Autumn Garden
- 1957: Maria Stuart
- 1958: Der Kirschgarten (Wischnjowy sad)
- 1960: Die Möwe (Tschaika)
- 1963: Die schuldlos Schuldigen (Bes winy winowatyje)
- 1968: Feinde (Wragi)
- 1973: Eine Dummheit macht auch der Gescheiteste (Na wsjakogo mudreza dowolno prostoty)
- 1975: Süßer Vogel Jugend (Sweet Bird of Youth)

## Filmografie (Auswahl)
- 1937: Lenin im Oktober (Lenin w oktjabre)
- 1943: Das Duell (Lermontow)
- 1944: Iwan der Schreckliche I (Iwan Grosny)
- 1945: Ohne Schuld schuldig (Bes winy winowatyje)
- 1949: Die Stalingrader Schlacht – Teil 2 (Stalingradskaja bitwa)
- 1951: Das unvergeßliche Jahr 1919 (Nesabywajemy 1919 god)
- 1958: Iwan der Schreckliche II
- 1960: Auferstehung (Woskresenije)
- 1961: Das purpurrote Segel (Alyje parussa)
- 1965: Wie heißen Sie jetzt? (Kak was teper nasywat)